# Municipio de Pendleton (Misuri)
El municipio de Pendleton (en inglés: Pendleton Township) es un municipio ubicado en el condado de Saint François en el estado estadounidense de Misuri. En el año 2010 tenía una población de 3372 habitantes y una densidad poblacional de 20,74 personas por km².

## Geografía
El municipio de Pendleton se encuentra ubicado en las coordenadas 37°42′28″N 90°29′32″O / 37.70778, -90.49222. Según la Oficina del Censo de los Estados Unidos, el municipio tiene una superficie total de 162.6 km², de la cual 162,27 km² corresponden a tierra firme y (0,21 %) 0,33 km² es agua.

## Demografía
Según el censo de 2010, había 3372 personas residiendo en el municipio de Pendleton. La densidad de población era de 20,74 hab./km². De los 3372 habitantes, el municipio de Pendleton estaba compuesto por el 97,39 % blancos, el 0,59 % eran afroamericanos, el 0,42 % eran amerindios, el 0,18 % eran asiáticos, el 0,18 % eran de otras razas y el 1,25 % eran de una mezcla de razas. Del total de la población el 1,13 % eran hispanos o latinos de cualquier raza.